# Trau (grup de música)
Trau és una banda de pop-rock de Sant Boi de Llobregat considerats un referent de l'escena mod catalana. Format a l'estiu del 2012, va néixer amb la intenció de provar de fer grans cançons, navegant dins de la influència del pop minimalista i cru, el rock i la psicodèlia dels 1960 i 1970, sense perdre de vista la perspectiva actual, influïts per The Beatles, The Kinks, The Beach Boys, The Byrds, The Who, The Zombies, Wilco, Pau Riba, Sisa, Bob Dylan, Os Mutantes i Rolling Stones.
El seu repertori és un recull de temes propis cantats en català amb un so de pop psicodèlic, barreja la melancolia amb el sentit de l'humor, amb la senzillesa característica pop, inspirades en el seu imaginari local.

## Discografia

### EP(2013)
Autoeditat
1. Borinot de bardissa
2. Somni de festa major
3. 85 estels
4. L'últim tren
5. Cant de quan la sang ens bull

### Déu vos guard(2015)
Editat per Discmedi
1. Borinot de bardissa
2. I és vostè!
3. Blau, net i clar
4. 85 estels
5. Somni de festa major
6. Fills de 7 pares
7. Cant de quan la sang ens bull
8. Faig tronar
9. Remei
10. No et posis vermella
11. Grans mags
12. El jardiner verd
13. Canto per tu

### Dones i homes del cap dret(2018)
Editat per Satelite k
1. Un nou dia
2. Panys vermells
3. I arriba el moment
4. Or
5. Podrint pomes
6. Aneu a Plutó
7. Dalt de l'arbre
8. Aquells dos ulls ben morts
9. Truqueu a la porta
10. Dimensions
11. Corbs i hackers
12. Beneit del cabàs
13. Temps de coda

### 33/45(2020)
Editat per U98 Music
1. Anirem a sopar
2. Cantar t'és aliment
3. Segueixo caminant
4. Diana amb potes
5. Vuits entre els teus peus
6. Tant de bo mai més hagi de posar-me jersei
7. Gel que ja no torna
8. L'astronauta i la mula
9. El far
10. Viure en Pau
11. D'excursió amb propulsió

## Premis
- Premi Sona9 el 2014 en una final disputada entre Pantaleó i Manuela Kant i presentada a la Sala Apolo.[6]
- Premi Enderrock al grup revelació el 2015.[7]